# Лебедери
Лебеде́ри (рос. Лебедеры, чув. Лепетер) — присілок у складі Чебоксарського району Чувашії, Росія. Входить до складу Чиршкасинського сільського поселення.
Населення — 108 осіб (2010; 120 у 2002).
Національний склад:
- чуваші — 100 %